# Phra Pinklao-brug
De Phra Pinklao-brug is een brug over de rivier de Menam in Bangkok (Thailand) vlak bij het Koninklijk Paleis van Bangkok. De naam van deze brug komt van Pinklao, vicekoning van Siam van 1851 tot 1866.
De brug werd geopend op 24 september 1973.